# F1 Academy
Die F1 Academy ist eine Automobilrennserie, die 2023 erstmals ausgetragen wurde. Sie wird von Formula One Management (FOM) veranstaltet und lässt ausschließlich Fahrerinnen zur Teilnahme zu. Das technische Reglement entspricht der Formel-4-Kategorie.

## Geschichte
Nachdem die W-Series-Saison 2022 vorzeitig endete, herrschte große Unsicherheit darüber, ob die Meisterschaft fortgesetzt werden würde. Schließlich kündigte FOM die Gründung der F1 Academy, einer neuen Rennserie für Frauen, die sich auf die Entwicklung und Vorbereitung der Pilotinnen fokussiert, an.
Die Premierensaison 2023 umfasste 21 Rennen in Europa sowie in den Vereinigten Staaten. Die erste Gewinnerin dieser Rennserie war die spanische Fahrerin Marta Garcia.
Managing Director der Rennserie ist Susie Wolff

## Reglement

### Technisches Reglement
Zum Einsatz kommt als Chassis der Tatuus F4-T421, der von der FIA als den Spezifikationen der Formel 4 entsprechend anerkannt ist. Die von Autotecnica Motori bereitgestellten Abarth-Motoren erreichen 165 PS. Die Reifen kommen von Pirelli.

### Besonderheiten
Für die Fahrerinnen gilt ein Mindestalter von 16 bzw. maximales Alter von 25 Jahren. Zudem dürfen sie maximal nur an zwei Saisonen teilnehmen.

## Bisherige Meisterinnen
| Saison | Meisterin    | Punkte | Zweite      | Punkte | Dritte           | Punkte | Bestes Team  | Punkte | Quelle |
| ------ | ------------ | ------ | ----------- | ------ | ---------------- | ------ | ------------ | ------ | ------ |
| 2023   | Marta García | 278    | Léna Bühler | 222    | Hamda Al Qubaisi | 207    | Prema Racing | 419    | [ 6 ]  |
| 2024   | Abbi Pulling | 338    | Doriane Pin | 215    | Maya Weug        | 177    | Prema Racing | 423    |        |